# Équipe d'Allemagne de l'Est masculine de handball
Dernière mise à jour : 22 septembre 2020.
L'équipe d'Allemagne de l'Est masculine de handball représentait la République démocratique allemande lors des compétitions internationales, notamment aux Jeux olympiques et aux championnats du monde. Elle a disputé les championnats du monde en son nom propre après la partition du pays, à partir de 1964 et jusqu'en 1990.
Elle a notamment remporté le titre olympique en 1980 à Moscou en l'absence de la RFA qui s'était associée au boycott. En retour, elle ne put défendre son titre aux JO de 1984 à Los Angeles.

## Parcours en compétitions internationales
Jeux olympiques
- 1972 : 4e
- 1976 : non qualifiée
- 1980 :  Champions
- 1984 : boycott
- 1988 : 7e

championnats du monde
- 1958 :  Médaille de bronze[1]
- 1961 : 6e[1]
- 1964 : Tour préliminaire
- 1967 : Tour préliminaire
- 1970 :  Médaille d'argent
- 1974 :  Médaille d'argent
- 1978 :  Médaille de bronze
- 1982 : 6e
- 1986 :  Médaille de bronze
- 1990 : 8e

championnats du monde à onze
- 1959 :  Médaille d'or[1]
- 1963 :  Médaille d'or
- 1966 :  Médaille d'argent

## Personnalités liées à la sélection

### Joueurs
- Reiner Ganschow, 206 sélections et 754 buts marqués,
- Wieland Schmidt,
- Frank-Michael Wahl (de), 313 sélections (joueur le plus capé) et 1338 buts marqués (meilleur buteur)
- Harry Zörnack.

### Entraîneurs
- Heinz Seiler : de 1953 à mai 1976
- Paul Tiedemann : de mai 1976 au 31 décembre 1988
- Klaus Langhoff : du 1er janvier 1989 au 22 novembre 1990